# Samatan (Marseille)
Pour les articles homonymes, voir Samatan.

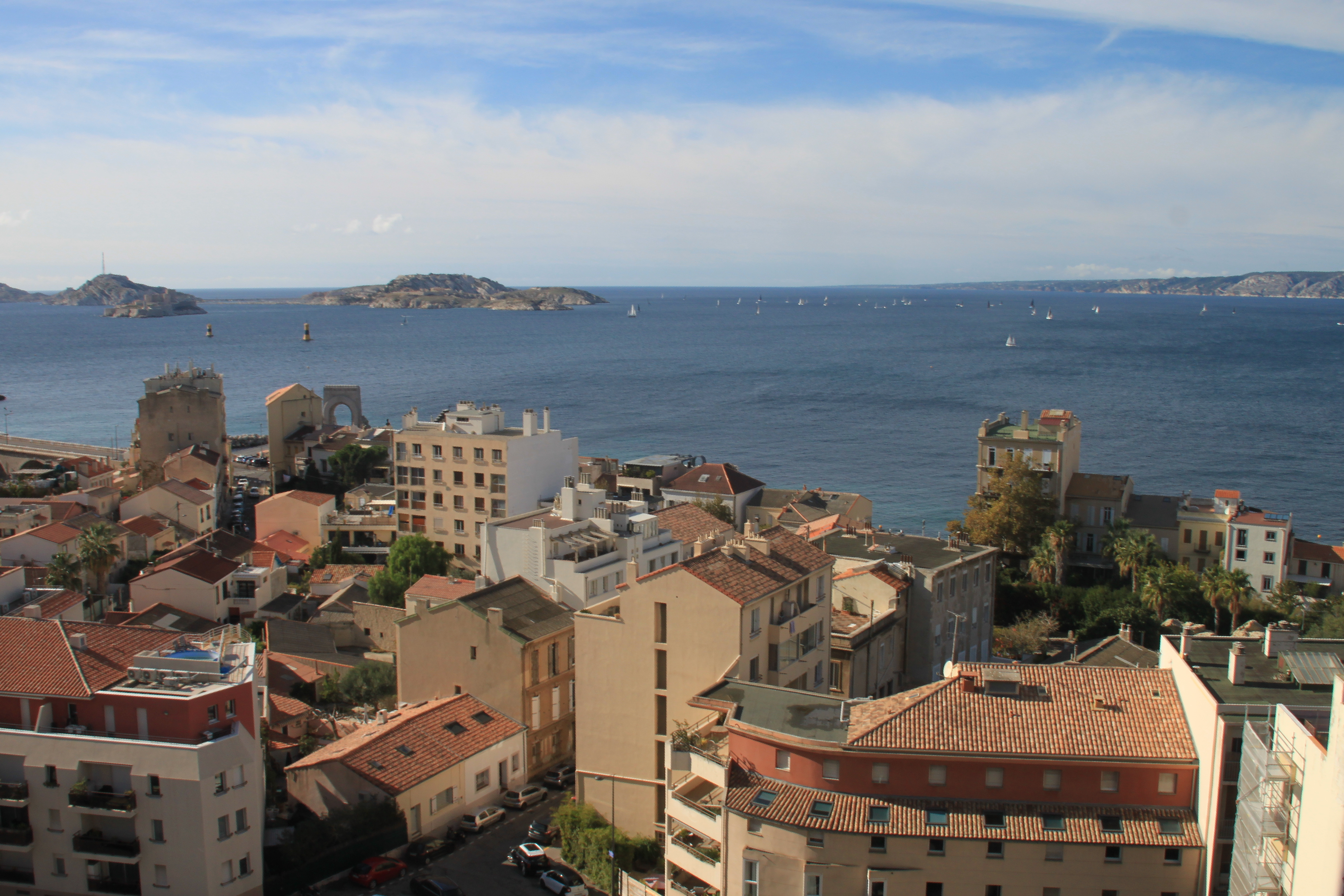
Vue sur la corniche du Président-John-Fitzgerald-Kennedy et les îles du Frioul depuis le haut de Samatan.

Samatan est un quartier pittoresque du 7e arrondissement de Marseille, anciennement constitué de cabanes de pêcheurs situées au-dessus du vallon des Auffes et de la corniche, aujourd'hui plutôt résidentiel.
Le caractère escarpé du site et la présence d'anciennes carrières entrainent des risques d'effondrement de certains dénivelés. 
En 2015, le quartier a été un des sites pionniers de jardinage urbain coopératif dans la suite des Incroyables Comestibles.